# Джихадизм
Джихадизм — це неологізм, який використовується щодо «войовничих ісламських рухів, які сприймаються як загроза для Заходу». З'явившись раніше в пакистанських та індійських ЗМІ, західні журналісти прийняли цей термін після терактів 11 вересня 2001 року. З тих пір його застосовують до різних повстанських ісламських екстремістів, войовничих ісламістів і терористичних осіб і організацій, ідеології які базуються на ісламському понятті джихаду.
Сучасний джихадизм, зрештою, має своє коріння в ідеологічних розробках ісламського відродження кінця 19-го та початку 20-го століть, які далі розвинулися в кутбізм та пов'язані з ним ісламістські ідеології протягом 20-го та 21-го століть. Ісламські терористичні організації, які брали участь у радянсько-афганській війні 1979—1989 років, посилили зростання джихадизму, який поширювався під час різних збройних конфліктів протягом 1990-х і 2000-х років. Жиль Кепель діагностував окрему салафітську форму джихадизму в салафітському русі 1990-х років.
Джихадизм з міжнародним панісламістським масштабом також відомий як «глобальний джихадизм». Дослідження показують, що з появою ІДІЛ багато мусульман із західних країн, таких як Албанія, Австралія, Бельгія, Боснія та Герцеговина, Канада, Данія, Франція, Німеччина, Ірландія, Італія, Косово, Нідерланди, Нова Зеландія, Північна Македонія, Норвегія, Польща, Росія, Іспанія, Швеція, Швейцарія, Сполучене Королівство та Сполучені Штати приєдналися до глобального джихаду в Сирії та Іраку.

## Термінологія

Прапор який використовується різними ісламістськими організаціями з кінця 1990-х років і складається з шахади білим шрифтом у центрі на чорному тлі.

Термін «джихадизм» використовується з 1990-х років, ширше після терактів 11 вересня. Вперше його використали індійські та пакистанські ЗМІ, а також французькі вчені, які використали більш точний термін «джихадист-салафіст».
За словами Мартіна Крамера станом на 2003 рік, "джихадизм використовується для позначення найбільш жорстоких осіб і рухів у сучасному ісламі, включаючи «Аль-Каїду». Девід Романо визначив використання цього терміна як посилання на "особу чи політичний рух, який головним чином зосереджує свою увагу, дискурс і діяльність на проведенні насильницької, безкомпромісної кампанії, яку вони називають «джихадом». Слідом за Даніелем Кіммаджем він розрізняє джихадистський дискурс джихаду як глобальний проект перетворення світу з допомогою таких груп як Хезболла, які представляють регіональний проект проти конкретного ворога.
Більшість мусульман не вживають цей термін, їм не подобається асоціювати незаконне насильство з благородною релігійною концепцією, і натомість віддають перевагу використанню термінів таких як «девіанти».
Термін «джихадистський глобалізм» також часто використовується по відношенню до джихадизму. Академік Манфред Штегер пропонує розширення терміну «джихадистський глобалізм» для застосування до всіх надзвичайно насильницьких різновидів ідеологій під впливом релігії, які формулюють конкретні політичні програми та створиють терористичні стратегії (до них належать Аль-Каїда, Джемаа Ісламія, Хамас, і Хезболла, які він вважає «найбільш вражаючим проявом релігійного глобалізму»).
«Jihad Cool» — це ребрендинг войовничого джихадизму для молоді через соціальні мережи, журнали, реп-відео, іграшки, пропагандистські відео, та ін. Ця субкультура, в основному застосовувана до людей у розвинених країнах, яких залучають для поїздок у зони конфлікту для джихаду. Щоб виправдати свої акти релігійного насильства, особи та мережі джихадистів використовують жанр ісламської юридичної літератури (фетва), розробленої джихадистсько-салафістськими правовими органами, чиї юридичні твори поширюються через Інтернет.
Мааджид Наваз, засновник і голова аналітичного центру боротьби з екстремізмом Quilliam, визначає джихадизм як жорстокий підвид ісламізму: «Ісламізм [це] бажання нав'язати будь-яку версію ісламу будь-якому суспільству. Джихадизм — це спроба зробити це силою».

## Історія

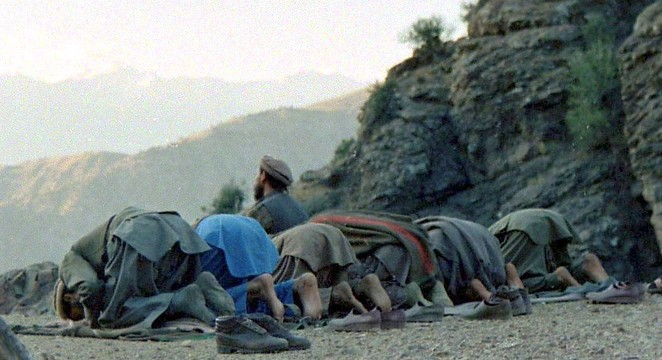
Афганські моджахеди моляться в провінції Кунар, Афганістан (1987)

### Ключові впливи
Ісламський екстремізм сягає ранньої історії ісламу з появою хариджитів у 7 столітті нашої ери. Початковий розкол між хариджитами, суннітами та шиїтами серед мусульман був предметом суперечок щодо політичної та релігійної спадкоємності керівництва мусульманської громади (уммою) після смерті ісламського пророка Мухаммеда. Виходячи зі своєї, по суті, політичної позиції, хариджити розвинули доктрини, які відрізняли їх як від основної течії мусульман-сунітів, так і від мусульман-шиїтів. Шиїти вважають, що Алі ібн Абі Таліб є справжнім наступником Мухаммеда, тоді як сунніти вважають, що Абу Бакр займає цю посаду. Хариджити відокремилися як від шиїтів, так і від сунітів під час Першої фітни (першої ісламської громадянської війни); вони були особливо відомі тим, що дотримувалися радикального підходу до такфіру (відлучення), за яким вони оголошували і мусульман-суннітів, і мусульман-шиїтів або невірними (kuffār), або лжемусульманами (munāfiḳūn), і тому вважали їх гідними смерті за їхню думку.
.

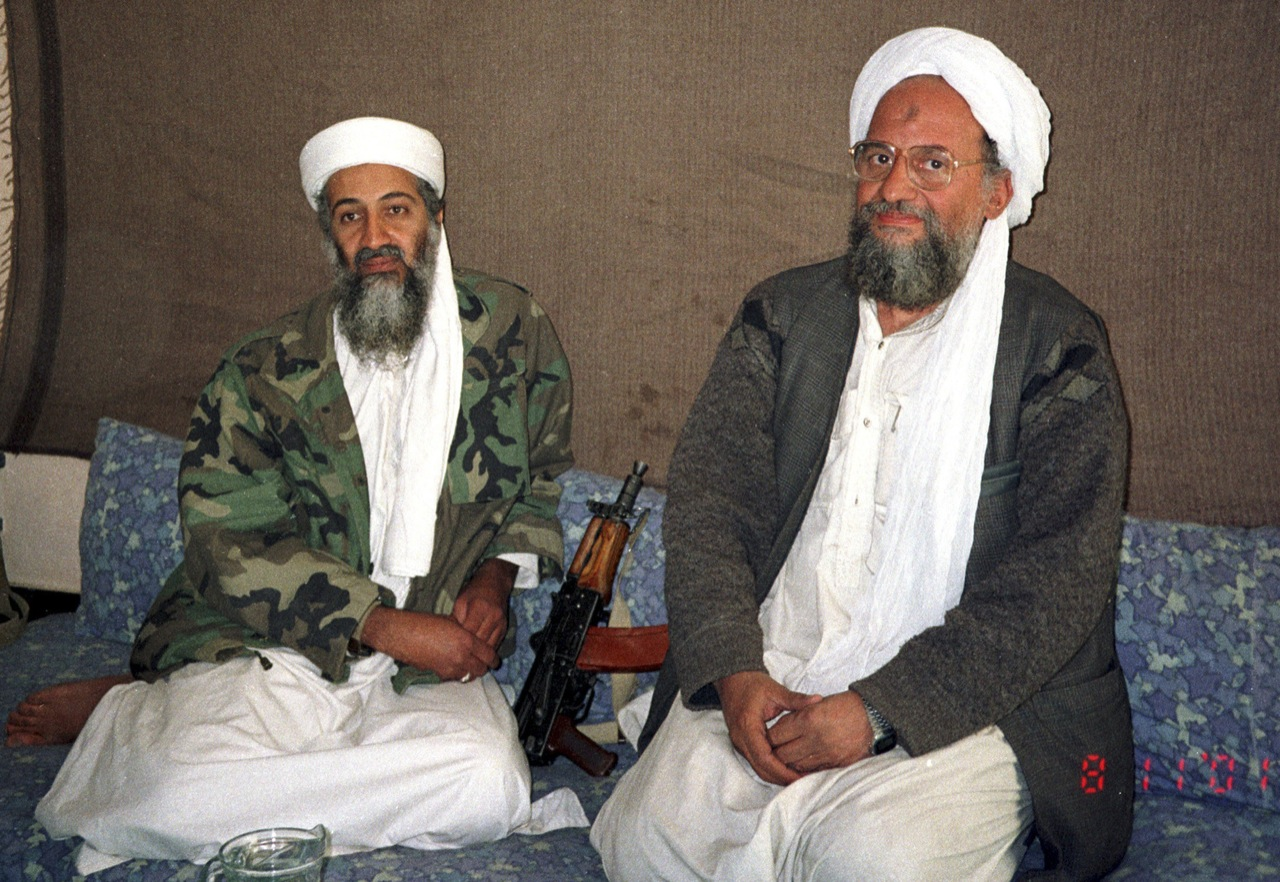
Усама бен Ладен і Айман аз-Завахірі з Аль-Каїди сприяли поваленню світських урядів

Саїд Кутб, єгипетський ідеолог ісламістів і видатний лідер Товариства братів-мусульман в Єгипті, був впливовим пропагандистом панісламської ідеології в 1960-х роках. Коли він був страчений єгипетським урядом під час режиму Гамаля Абдель Насера, Айман аз-Завахірі створив Єгипетський ісламський джихад, організацію яка прагне замінити уряд ісламською державою, яка відображала б ідеї Кутба про ісламське відродження, якого він прагнув. Кутбістська ідеологія була впливовою серед джихадистських рухів та ісламських терористів, які прагнуть повалити світські уряди, зокрема Усами бін Ладена та Аймана аль-Завахірі з Аль-Каїди, а також салафітсько-джихадистське терористичне угруповання ІДІЛ. Крім того, книги Кутба часто цитували Усама бен Ладен і Анвар аль-Авлакі.
Можна сказати, що Саїд Кутб заснував справжній рух радикального ісламу. На відміну від інших ісламських мислителів, згаданих вище, Кутб не був апологетом. Він був видатним лідером «Братів-мусульман» і дуже впливовим ідеологом ісламізму, а також першим, хто сформулював ці анафемні принципи у своєму великому творі «Fī ẓilāl al-Qurʾān» (укр. У тіні Корану) і його маніфест «Maʿālim fīl-ṭarīq» (укр. Віхи), який призвів до його страти єгипетським урядом. Інші салафітські рухи на Близькому Сході та в Північній Африці та салафітські рухи в усьому мусульманському світі перейняли багато його ісламістських принципів.
За словами Кутба, мусульманська громада (умма) вимерла протягом кількох століть, і вона також повернулася до джахілії (доісламської епохи невігластва), тому що ті, хто називає себе мусульманами, не дотримуються законів шаріату. Щоб відновити іслам, повернути йому часи слави та звільнити мусульман від кайданів невігластва, Кутб запропонував уникати сучасного суспільства, заснувати авангард за зразком ранніх мусульман, проповідувати та готуватися до бідності чи навіть готуватися до смерті, готуючись до джихаду. Кутбізм, радикальна ісламістська ідеологія, яка походить від ідей Кутба, була засуджена багатьма видатними мусульманськими вченими, а також іншими членами Братів-мусульман, такими як Юсуф аль-Карадаві.

### Ісламське відродження та салафізм (з 1990-х років до сьогодні)

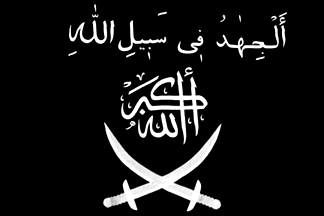
Чорний прапор, який використовували кавказькі джихадисти в 2002 році

Прапор ІДІЛ

За словами Рудольфа Пітерса, дослідника ісламу та історії ісламу, сучасні мусульмани-традиціоналісти "копіюють фрази з класичних праць про «фікх» у своїх працях про джихад; Ісламські модерністи «наголошують на оборонному аспекті джихаду, вважаючи його рівносильним bellum justum у сучасному міжнародному праві»; а сучасні фундаменталісти (Абул А'ла Маудуді, Саїд Кутб, Абдулла Аззам та ін.) розглядають його як «боротьбу за розширення ісламу та реалізації ісламських ідеалів».
Деякі з ранніх ісламських вчених і богословів, які мали глибокий вплив на ісламський фундаменталізм та ідеологію сучасного джихадизму, включають середньовічних мусульманських мислителів Ібн Таймія, Ібн Катхір та Мухаммад ібн ʿАбд аль-Ваххаб, а також сучасні ісламістські ідеологи Мухаммад Рашид Ріда, Саїд. Кутб і Абул А'ла Маудуді. Джихад пропагувався в сучасному фундаменталізмі, починаючи з кінця 19-го століття, ідеології, яка виникла в контексті боротьби проти колоніальних держав у Північній Африці наприкінці 19-го століття, як-от у війні Махдистів у Судані.
Термін джихадизм (раніше салафітський джихадизм) виник у 2000-х роках для позначення сучасних джихадистських рухів, розвиток яких у ретроспективі простежується до розвитку салафізму в поєднанні з походженням Аль-Каїди в радянсько-афганській війні протягом 1990-х років. Джихадизм називають «відгалуженням» ісламського відродження 1960-1970-х років. Вважається, що радянсько-афганська війна (1979—1989) "посилила джихадистську тенденцію з маргінального явища до головної сили в «мусульманському світі». Після радянсько-афганської війни джихадисти-ветерани повернулися до своїх країн і потім розійшлися по інших місцях конфліктів, таких як Алжир, Боснія та Чечня, створивши «транснаціональний потік джихадистів».
- Кашмірський конфлікт (Лашкар-е-Тайба; 1990–тепер)
- Громадянська війна в Сомалі (1991–тепер)
- Громадянська війна в Алжирі (1991—2002)
- Боснійська війна (боснійські моджахеди; 1992—1995)
- Громадянська війна в Афганістані (Талібан; 1994–тепер)
- Ісламський рух Східного Туркестану (1997–тепер)
- Чеченська війна та повстання на Північному Кавказі (арабські моджахеди в Чечні; 1994—2017)
- Шаріатський конфлікт у Нігерії (Боко Харам; 2001–тепер)
- Повстання в Магрибі (2002–тепер)
- Іракське повстання (Ісламська держава Ірак; 2003–тепер)
- Повстання Аль-Каїди в Ємені (губернаторство Аб'ян; 2010–тепер)
- Громадянська війна в Сирії (Фронт Аль-Нусра для захисту Леванту; 2011–тепер)
- Громадянська війна в Сирії (Ісламська держава Іраку та Леванту; 2013–тепер)

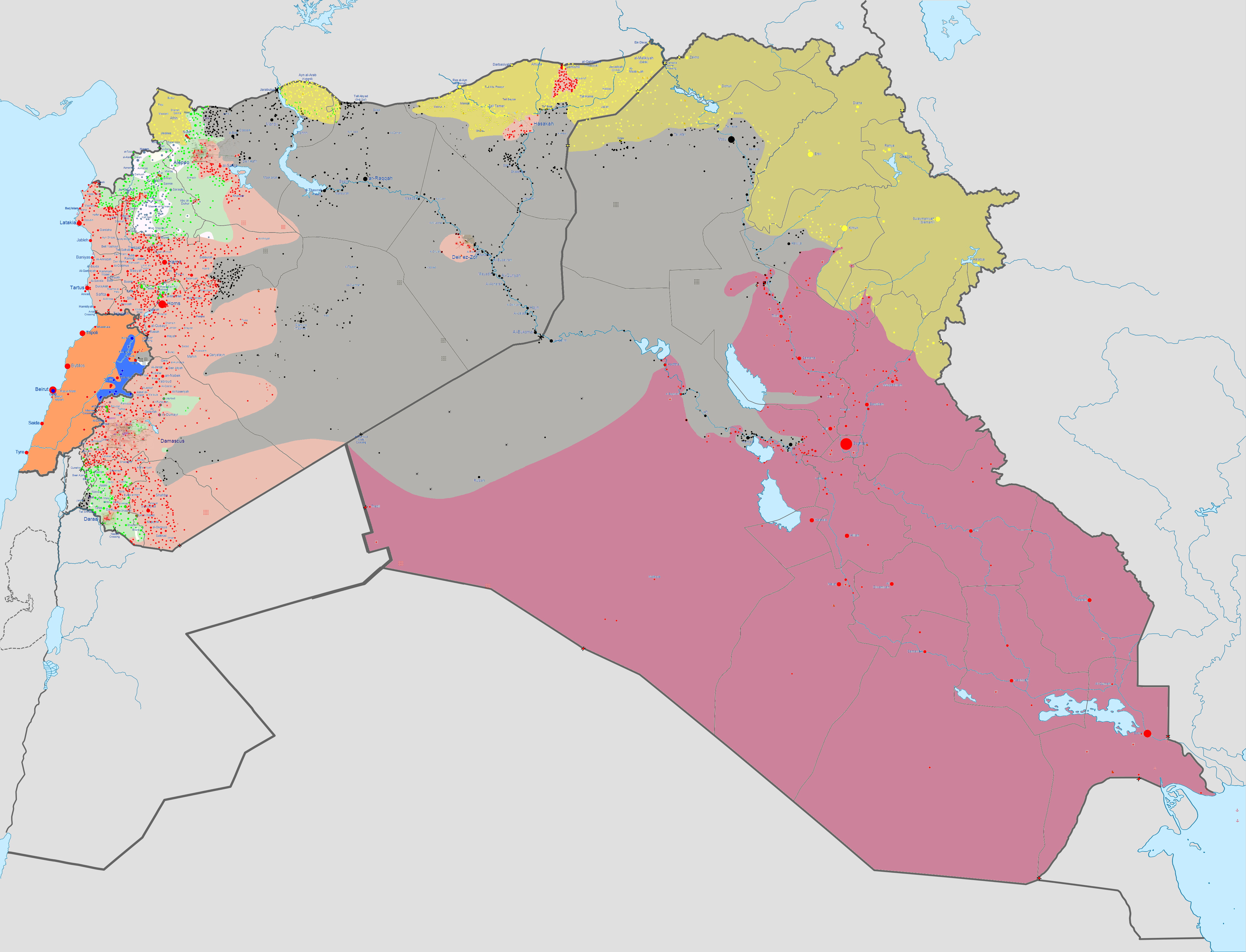
Територія ІДІЛ в Іраку та Сирії (сірим кольором), на момент її найбільшого територіального охоплення в травні 2015 року

Поясненням готовності джихадистів вбивати мирних жителів і самозваних мусульман на тій підставі, що вони відступники (takfīr), є впливом традиційного класу улемів, часто високоосвічених ісламських юристів.
Саудівська доктрина ваххабізму називає себе поверненням до незайманого, простого, прямолінійного ісламу. На відміну від традиційних вчень юристів, які терпіли і навіть віддавали відмінності в думках і тримали екстремізм на маргіналізованих позиціях, ваххабізм мав «надзвичайну ворожість» до «будь-яких поділів в ісламі».

#### Шиїтський джихад
Термін джихадист майже виключно використовується для опису сунітських екстремістів. Наприклад, у Сирії, де тисячі іноземних мусульманських бойовиків беруть участь у громадянській війні, несирійських шиїтів часто називають «бойовики», а іноземців-сунітів називають «джихадисти» (або «потенційні джихадисти»). Одним із тих, хто дійсно використовує термін «шиїтський джихад», є Денні Постел, який скаржиться, що «цей шиїтський джихад здебільшого виключено з домінуючого наративу». Інші автори вважають ідеологію «опору» (араб. muqawama) домінуючою навіть серед екстремістських шиїтських груп. Тому для роз'яснення, вони пропонують замість цього використовувати термін «мукаваміст».

## Переконання
За словами Шаді Гаміда та Рашида Дара, джихадизм ґрунтується на ідеї, що джихад є «особистим обов'язком» (fard 'ayn), покладеним на всіх мусульман . Це суперечить дотеперішньому переконанню мусульман (і сучасних неджихадистів), що джихад є «колективним зобов'язанням» (fard al-kifaya), яке виконується згідно з наказами законних представників мусульманської громади. Джихадисти наполягають на тому, що всі мусульмани повинні брати участь, тому що (на їхню думку) сьогоднішні мусульманські лідери є нелегітимними і не мають повноважень встановлювати виправдане насильство.

### Еволюція джихаду

Прапор Хуситів, угорі якого написано " Аллаг найвеличніший ", у наступному рядку написано «Смерть Америці, смерть Ізраїлю, прокляття юдеям, перемога за ісламом».

Деякі спостерігачі відзначили еволюцію правил джихаду — від оригінальної «класичної» доктрини до салафійського джихадизму 21-го століття. За словами історика права Садарата Кадрі, протягом останніх кількох століть поступові зміни в ісламській правовій доктрині (розробленій ісламістами, які інакше засуджують будь-яку біда (нововведення) в релігії), «нормалізували» те, що було колись « немислиме». «Сама ідея про те, що мусульмани можуть підірвати себе за Бога, була нечуваною до 1983 року, і лише на початку 1990-х хтось намагався виправдати вбивство невинних мусульман, які не були на полі бою».
Перша або «класична» доктрина джихаду, яка була розроблена наприкінці VIII століття, наголошувала на «джихаді меча» (jihad bil-saif), а не на «джихаді серця», але вона містила багато юридичних обмежень, які були розроблені на основі тлумачень як Корану, так і хадісів, таких як детальні правила щодо «початку, проведення, припинення» джихаду, поводження з ув'язненими, розподілу здобичі тощо. Якщо не було раптового нападу на мусульманську громаду, джихад не був «особистим обов'язком» (fard 'ayn); натомість це був «колективний обов'язок» (fard al-kifaya), який мав виконуватися «на шляху Бога» (fi sabil Allah), і ним міг керувати лише халіф, «чий розсуд щодо його поведінки був майже абсолютним». (Це було розроблено частково для того, щоб уникнути таких інцидентів, як джихад Харіджії проти халіфа Алі та його вбивство, оскільки вони вважали, що він більше не мусульманин). Мученицька смерть у результаті нападу на ворога без турботи про власну безпеку була похвальною, але смерть від власної руки (на відміну від рук ворога) заслуговувала особливого місця в пеклі. У західних текстах категорія джихаду, яка вважається колективним обов'язком, іноді спрощується як «наступальний джихад».
Такі діячі, як Абул Ала Маудуді, Абдулла Аззам, Рухолла Хомейні, лідери Аль-Каїди та інші, вважають, що оборонний глобальний джихад є особистим обов'язком, а це означає, що жодному халіфу чи мусульманському главі держави не потрібно проголошувати його. Вбивство себе в процесі вбивства ворога є актом шухади (мучеництва), і це приносить вам особливе місце на небесах, а не особливе місце в пеклі ; і вбивство перехожих-мусульман (неважливо , немусульман), не повинно перешкоджати актам джихаду. Військовий та інтелектуальний аналітик Себастьян Горка описав нове тлумачення джихаду як «навмисне націлювання на цивільних осіб недержавним актором за допомогою нетрадиційних засобів». Вважається, що групи та конкуренти Аль-Каїди, що відкололися, Джамаат аль-Таухід валь-Джихад та Ісламська держава Іраку та Сирії перебували під сильним впливом. роботою 2004 року про джихад під назвою «Управління дикістю» (Idarat at-Tawahhush), написана Абу Бакром Наджі і мала на меті надати стратегію створення нового ісламського халіфату, спочатку знищивши «життєво важливі економічні та стратегічні цілі» та налякати ворога з жорстокістю щоб зламати його волю.
Ісламський богослов Абу Абдулла аль-Мухаджир був визнаний одним із ключових теоретиків та ідеологів сучасного джихадистського насильства. Його богословські та юридичні аргументи вплинули на Абу Мусаба аз-Заркаві, члена Аль-Каїди та колишнього лідера Аль-Каїди в Іраку, а також на кілька інших терористичних угруповань джихадистів, включаючи ІДІЛ та Боко Харам. Заркаві використовував 579-сторінковий рукопис ідей аль-Мухаджира в тренувальних таборах які були розгорнуті ІДІЛ, рукопис відомий арабською мовою як Фікх ал-Діма. Експерт з боротьби з тероризмом Орва Аджуб назвав книгу раціоналізацією та виправданням «операцій самогубців, каліцтва трупів, обезголовлення та вбивства дітей і некомбатантів». Журналіст The Guardian Марк Таусенд, цитуючи Салаха аль-Ансарі з Quilliam, зазначає: «Майже в усіх західних і арабських наукових дослідженнях цей огидний і небезпечний текст Фікх ал-Діма вражає стурбованістю». Чарлі Вінтер з The Atlantic описує це як «теологічну п'єсу, яка використовується для виправдання огидних дій групи».
Клінічний психолог Кріс Е. Стаут також обговорює текст у своєму есе «Тероризм, політичне насильство та екстремізм» (2017). Він оцінює, що джихадисти вважають свої дії «задля загального блага» та вважають що вони знаходяться в небезпечній ситуації, яка робить ісламський тероризм дійсним засобом вирішення.

## Суперники

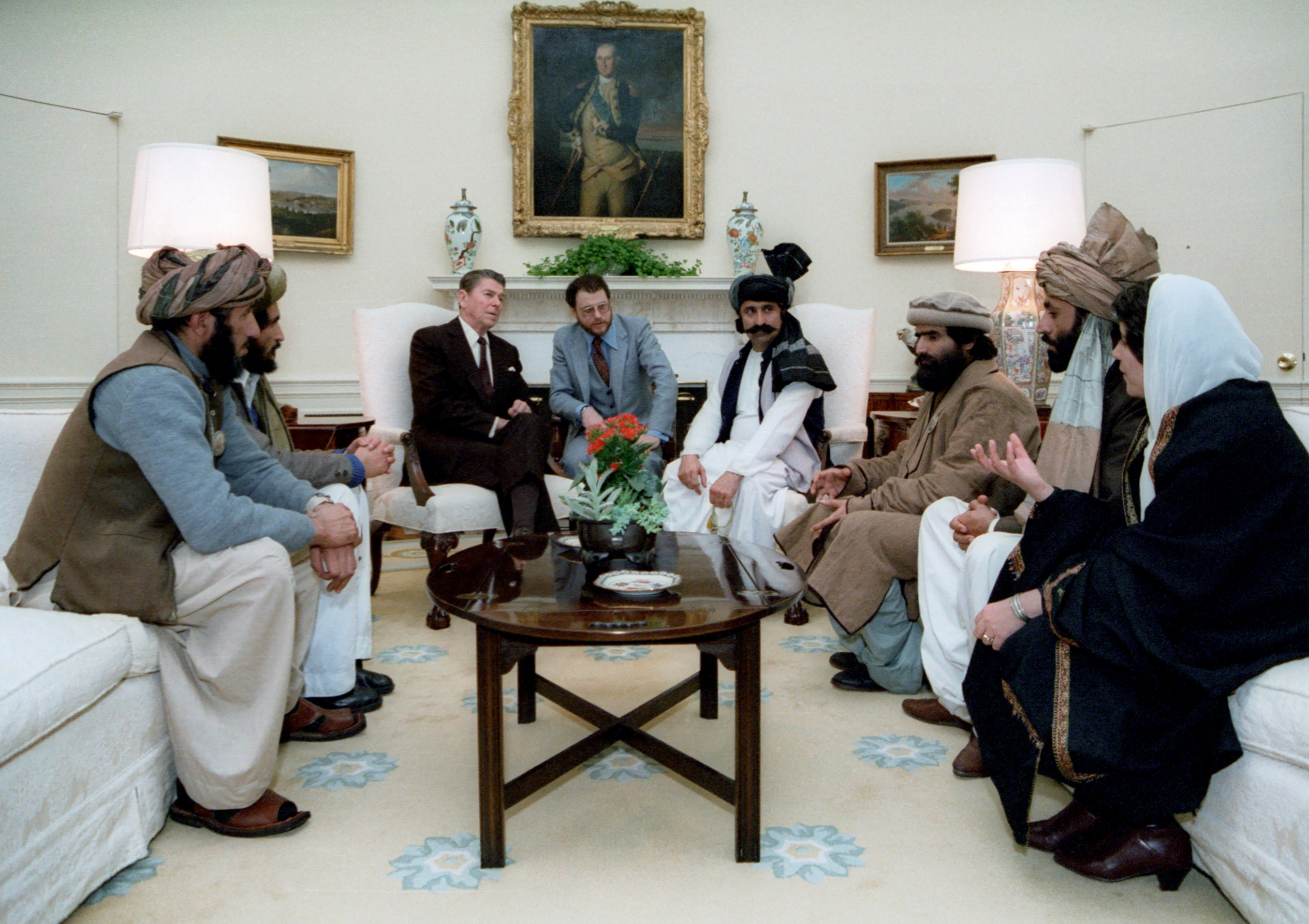
Президент США Рональд Рейган зустрічається з лідерами афганських моджахедів в Овальному кабінеті в 1983 році

### Проти мусульман-шиїтів
Громадянська війна в Сирії стала центром уваги сунітських бойовиків і бійців, які вели джихад проти мусульман-шиїтів. «Фронт ан-Нусра» — найбільше сунітське джихадистське угруповання в Сирії. У Єгипті Товариство братів-мусульман закликало до джихаду проти сирійського уряду та його союзників-шиїтів. Саудівська Аравія підтримує джихад проти мусульман-шиїтів у Сирії за допомогою посередницької війн. Іноземні суннітські бойовики-джихадисти з'їхалися до Сирії з Саудівської Аравії, Бахрейну, Ємену, Кувейту, Тунісу, Лівії, Єгипту, Марокко, а також з інших арабських держав, Чечні, Пакистану, Афганістану та західних країн.

### Проти атеїстів
Під час радянсько-афганської війни 1980-х років багато мусульман отримували заклики до джихаду проти атеїстів. Моджахедів набирали з різних країн, у тому числі з Єгипту, Пакистану та Саудівської Аравії. Конфлікт поступово перетворився з конфлікту проти окупації в конфлікт, який сприймався як джихад.